# Sara Stokić
Sara Stokić (in serbo Сара Стокић?; Smederevo, 31 maggio 2005) è una calciatrice serba, attaccante del Milan e della nazionale serba.

## Carriera

### Club
Nata a Smederevo, nella Serbia centrale, ha giocato in patria nelle giovanili del Vojvodina di Novi Sad.
A gennaio 2024 si è trasferita in Italia, firmando con il Milan. Inserita in prima squadra ma mai convocata, è stata utilizzata nel Campionato Primavera, dove ha chiuso al quarto posto la stagione regolare, qualificandosi per i play-off scudetto, nei quali le rossonere sono riuscite a sorprendere avversarie arrivate loro davanti in classifica, come la capolista Roma in semifinale e il Sassuolo nella finale per il tricolore, vinta 3-1 dopo i tempi supplementari, dove ha realizzato la rete che ha fissato il punteggio al 117'.
Con la nuova tecnica della Prima squadra, l'olandese Suzanne Bakker, ha ottenuto le prime convocazioni, esordendo in Serie A il 14 settembre 2024, alla seconda giornata di campionato, entrando al posto di Marta Mascarello al 64' della sconfitta casalinga per 1-2 contro la Fiorentina. Segna la sua prima rete in rossonero nella sfida di Coppa Italia vinta 2-0 contro la Freedom del 6 novembre.

### Nazionale
Ha fatto il suo esordio nelle selezioni giovanili serbe nel 2021, con l'Under 17, disputando fino al 2022 sei gare nelle qualificazioni all'Europeo di categoria di Bosnia ed Erzegovina 2022, nelle quali ha realizzato sei reti.
Nello stesso 2022 è entrata in Under 19, giocando tre volte nelle qualificazioni all'Europeo under 19 di Belgio 2023, segnando una volta, e in seguito sei volte con cinque reti in quelle a Lituania 2024, riuscendo in questo caso a vincere entrambe le fasi a gironi, qualificandosi così per il torneo finale nel luglio 2024, dove è stata schierata nelle prime due sfide contro Francia e Inghilterra, rispettivamente perdendo 3-1 e pareggiando 1-1, venendo eliminata nella fase a gironi, nonostante il successo contro le padrone di casa nell'ultima sfida.
Nell'ottobre 2024 ha debuttato in nazionale maggiore, convocata per le semifinali del play-off per le qualificazioni all'Europeo di Svizzera 2025 contro la Bosnia ed Erzegovina, scendendo in campo all'andata, pareggiata per 2-2 in trasferta a Zenica il 25 ottobre, al 57', subentrando ad Aleksandra Lazarević.
Nella gara di ritorno, il 29 ottobre, in casa a Stara Pazova, ha invece fatto il suo esordio da titolare e ha realizzato la sua prima rete, segnando l'1-0 al 10' della sfida poi vinta per 4-1, conquistando così l'accesso alla finale contro la Svezia.

## Statistiche

### Presenze e reti nei club
Statistiche aggiornate al 5 maggio 2025.
| Stagione        | Squadra         | Campionato      | Campionato | Campionato | Coppe nazionali | Coppe nazionali | Coppe nazionali | Coppe continentali | Coppe continentali | Coppe continentali | Altre coppe | Altre coppe | Altre coppe | Totale | Totale |
| Stagione        | Squadra         | Comp            | Pres       | Reti       | Comp            | Pres            | Reti            | Comp               | Pres               | Reti               | Comp        | Pres        | Reti        | Pres   | Reti   |
| --------------- | --------------- | --------------- | ---------- | ---------- | --------------- | --------------- | --------------- | ------------------ | ------------------ | ------------------ | ----------- | ----------- | ----------- | ------ | ------ |
| 2024-2025       | Milan           | A               | 14         | 1          | CI              | 2               | 1               | -                  | -                  | -                  | -           | -           | -           | 16     | 2      |
| Totale carriera | Totale carriera | Totale carriera | 14         | 1          | -               | 2               | 1               | -                  | -                  | -                  | -           | -           | -           | 16     | 2      |

### Cronologia presenze e reti in nazionale
| Cronologia completa delle presenze e delle reti in nazionale ― Serbia | Cronologia completa delle presenze e delle reti in nazionale ― Serbia | Cronologia completa delle presenze e delle reti in nazionale ― Serbia | Cronologia completa delle presenze e delle reti in nazionale ― Serbia | Cronologia completa delle presenze e delle reti in nazionale ― Serbia | Cronologia completa delle presenze e delle reti in nazionale ― Serbia | Cronologia completa delle presenze e delle reti in nazionale ― Serbia | Cronologia completa delle presenze e delle reti in nazionale ― Serbia |
| Data                                                                  | Città                                                                 | In casa                                                               | Risultato                                                             | Ospiti                                                                | Competizione                                                          | Reti                                                                  | Note                                                                  |
| --------------------------------------------------------------------- | --------------------------------------------------------------------- | --------------------------------------------------------------------- | --------------------------------------------------------------------- | --------------------------------------------------------------------- | --------------------------------------------------------------------- | --------------------------------------------------------------------- | --------------------------------------------------------------------- |
| 25-10-2024                                                            | Zenica                                                                | Bosnia ed Erzegovina                                                  | 2 – 2                                                                 | Serbia                                                                | Qual. Euro 2025 - Semifinali play-off                                 | -                                                                     | 57’                                                                   |
| 29-10-2024                                                            | Stara Pazova                                                          | Serbia                                                                | 4 – 1                                                                 | Bosnia ed Erzegovina                                                  | Qual. Euro 2025 - Semifinali play-off                                 | 1                                                                     |                                                                       |
| 28-11-2024                                                            | Leskovac                                                              | Serbia                                                                | 0 – 2                                                                 | Svezia                                                                | Qual. Euro 2025 - Semifinali play-off                                 | -                                                                     | 84’                                                                   |
| 3-12-2024                                                             | Stoccolma                                                             | Svezia                                                                | 6 – 0                                                                 | Serbia                                                                | Qual. Euro 2025 - Semifinali play-off                                 | -                                                                     | 85’                                                                   |
| 21-2-2025                                                             | Stara Pazova                                                          | Serbia                                                                | 1 – 0                                                                 | Finlandia                                                             | UEFA Women's Nations League 2025 - 1° turno                           | -                                                                     |                                                                       |
| 25-2-2025                                                             | Stara Pazova                                                          | Serbia                                                                | 0 – 0                                                                 | Bielorussia                                                           | UEFA Women's Nations League 2025 - 1° turno                           | -                                                                     |                                                                       |
| 30-5-2025                                                             | Vojvodina                                                             | Serbia                                                                | 1 – 0                                                                 | Ungheria                                                              | UEFA Women's Nations League 2025 - 1° turno                           | -                                                                     | 46’ 81’                                                               |
| Totale                                                                |                                                                       | Presenze                                                              | 7                                                                     |                                                                       | Reti                                                                  | 1                                                                     |                                                                       |

## Palmarès

### Competizioni giovanili
- Campionato Primavera 1: 1

Milan: 2023-2024